# Farman 12 W
Il Farman 12 W era un motore aeronautico 12 cilindri, disposti a W su tre bancate con angoli di 60°, raffreddato a liquido, realizzato dall'azienda aeronautica francese Société des avions Henri & Maurice Farman nei primi anni 1920.

## Storia del progetto
Il motore 12 W della Farman fu parte di una serie di unità motrici realizzate dal costruttore francese per l'industria aeronautica nel primo dopoguerra dopo che, su sollecitazione del Ministero della Produzione e della Guerra, l'azienda aveva realizzato corposi investimenti per la costruzione di una nuova officina.
Terzo progetto realizzato, nel 1919, sui tavoli da disegno dei progettisti Farman, preceduto dall'8V e dal 12V nel nuovo stabilimento, vide la luce solo nel 1921 preceduto nel frattempo dal 18W. Questi quattro propulsori condividevano tra loro le dimensioni del singolo cilindro (alesaggio di 130 mm e corsa di 160 mm), che nelle varie combinazioni di numero di cilindri e di bancate configurava ogni specifico motore.
Affinato sotto la direzione tecnica dell'ingegnere Charles Waseige, nel 1922 il propulsore, nella versione 12 Wd, venne omologato per una vita operativa di 15 ore e lo sviluppo di una potenza di 400 cavalli vapore (290 kW). L'azienda decise di produrre 30 esemplari di "12 Wd" ma, in un contesto estremamente competitivo determinato dall'abbondanza d'offerta di modelli, la scelta si rivelò azzardata e né il mercato dell'aviazione civile né di quella militare espressero richieste. Medesimo insuccesso fu incontrato al Salone Aeronautico di Parigi del 1923 durante il quale si impose all'attenzione il diretto concorrente Lorraine 12 F, dall'analoga architettura.
Nel medesimo anno la Farman intervenne in maniera considerevole sul propulsore dotandolo di doppia accensione e anticipo regolabile; furono inoltre introdotte modifiche al circuito di lubrificazione che, mediante l'utilizzo di una pompa dedicata, consentivano la sostituzione dei filtri durante la marcia del motore. L'applicazione di recenti ritrovati in tema di metallurgia, permise la realizzazione del carter in Alpax, una lega di alluminio.
Il motore 12 W fu quindi omologato nel 1924 con la denominazione 12 We ed il valore di potenza di 500 cavalli vapore (370 kW); vennero effettuate prove su diversi velivoli e in due diverse occasioni furono stabiliti primati di durata internazionalmente riconosciuti. Il "12 We" fu utilizzato anche per equipaggiare i tre esemplari di Farman F.140, un bombardiere notturno quadrimotore, acquistati dalla Aéronautique Militaire. Complessivamente la produzione in serie raggiunse i 150 esemplari.

## Descrizione tecnica
Motore a 12 cilindri disposti a W, con tre bancate costituite da due gruppi di due cilindri ciascuna, disposte tra loro con angolo di 60° d'ampiezza, raffreddato a liquido.
I valori di alesaggio e corsa nelle versioni Wa, Wd, We e Wh erano rispettivamente di 130 e 160 mm, per una cilindrata complessiva di 25472 mm³; nelle varianti successiva le dimensioni furono modificate rispettivamente a 135 e 140 mm riducendo così la cilindrata a 24035 mm³.
Di seguito si riepilogano le caratteristiche delle singole versioni giunte alla fase di produzione.
| Versione | Anno | Alesaggio | Corsa | RPM   | Potenza (CV) | Esemplari | Peculiarità                |
| -------- | ---- | --------- | ----- | ----- | ------------ | --------- | -------------------------- |
| 12 Wd    | 1921 | 130       | 160   | 1 750 | 400          | 30        |                            |
| 12 We    | 1923 | 130       | 160   | 2 130 | 500          | 150       |                            |
| 12 Wers  | 1927 | 130       | 160   | 2 130 | 550          | 12        | Compressore; riduttore     |
| 12 Wirs  | 1929 | 135       | 140   | 2 260 | 500          | 10        | Compressore a due velocità |
| 12 Wl    | 1929 | 135       | 140   | 2 250 | 550          | 5         | Compressore Rateau         |
| 12 Wkrs  | 1929 | 135       | 140   | 2 600 | 600          | 3         | Compressore a due stadi    |

## Impiego operativo
La prima versione del motore 12 W a vedere la produzione "in serie" fu la "12 Wd", che risulta completata in 30 esemplari; l'impiego di questi motori tuttavia non viene indicato dalle fonti reperite.
La versione "12 We" fu, fra tutte quelle realizzate, la principale per diffusione commerciale e per risultati ottenuti: già nel 1925 uno di questi motori, installato sul Farman F.62 (singolo esemplare monomotore appositamente realizzato partendo dal Farman F.60 Goliath) si aggiudicò il primato di volo in distanza su "circuito chiuso" volando per 4400 km in 45 ore 11 minuti e 59 secondi, primato che sarebbe stato ulteriormente migliorato volando per 4500 km in 38 ore.
Le caratteristiche messe in luce con queste imprese valgono alla Farman richieste per il motore anche da altri costruttori aeronautici ed il W12 viene installato, almeno in via sperimentale, su diversi velivoli: Bernard 195, Breguet Bre 19, Dewoitine 14, Latécoère 21, Latécoère 23, Latécoère 24, Latécoère 32, Latham 47, Levasseur PL7, Potez 25, Potez 28 e Potez 34.
Tra il 1935 ed il 1937 la Farman utilizzò le varianti "12 Wirs" e "12 Wiars" per motorizzare due esemplari del proprio Farman F.1000 (rispettivamente denominati Farman F.1001 e Farman F.1002), aereo sperimentale con il quale sono svolti (infruttuosi) tentativi di ottenere il primato di volo in altitudine.

## Versioni
I dati relativi alle versioni sono tratti da "Les moteurs et compresseurs FARMAN" in "www.hydroretro.net", se non diversamente indicato.
- 12 Wa: primo progetto, risalente al 1919; non avviato alla produzione.
- 12 Wd: progetto del 1921, ricevette l'omologazione l'anno successivo; prodotto in 30 esemplari. Sviluppava 400 CV di potenza, a 1 750 rpm.
- 12 We: versione omologata nel 1924, ne vennero costruite 150 unità. Potenza elevata a 500 CV a 2 130 rpm.
- 12 Wers: comparsa nel 1927, era una versione dotata di compressore ("KP24") e riduttore. Prodotta in 12 esemplari, sviluppava la potenza di 550 CV a 2 130 rpm.
- 12 Wh: variante del 1925, rimasta allo stato sperimentale; la potenza prevista era di 600 CV al regime di rotazione di 2 130 rpm.
- 12 Wirs: sviluppata per voli da record, fu realizzata nel 1929; sviluppava 500 CV a 2 260 rpm. Ne furono realizzati 10 esemplari.
  - 12 Wiars: sviluppo della variante "Wirs", risalente al 1935; non vengono indicate le cifre di produzione. Al regime di rotazione di 2 500 rpm, erogava la potenza di 540 CV.
- 12 Wl: altra variante risalente al 1929, era dotata di compressore "Rateau". Ne furono prodotti 5 esemplari che erogavano la potenza massima di 550 CV a 2 250 rpm.
- 12 Wkrs: versione dotata di compressore a doppio stadio, vide la luce nel 1934 e fu costruita in 3 esemplari; sviluppava 600 CV di potenza a 2 500 rpm.

## Mezzi utilizzatori
Francia
- Farman A.2
- Farman F.62
- Farman F.140
- Farman F.160
- Farman F.170
- Farman F.180
- Latécoère 21
- Latécoère 23
- Latécoère 24
- Latécoère 32
- Latham 47
- Potez 25.8
- Potez 28

 Polonia
- Lublin R-VIII/1

### Annotazioni
1. ↑  Lega di alluminio contenente il 13% di silicio e lo 0,08% di sodio
2. ↑  Fonti diverse non concordano, ad esempio, nell'indicare la versione utilizzata sull'idrovolante trimotore Latécoère 24: in un caso viene indicato l'utilizzo di tre motori "12 Wd" ma altri riportano l'impiego del motore nella versione "12 We"

### Fonti
1. 1 2  Hartmann, 2013, p. 2.
2. 1 2 3 4 5 6 7  Hartmann, 2013, p. 13.
3. 1 2 3  Hartmann, 2013, p. 3.
4. 1 2 3  Hartmann, 2013, p. 4.
5. ↑  French Engines 1928 - Farman, in "www.enginehistory.org".
6. ↑  B. Parmentier, "Farman F-62 - Record" in "www.aviafrance.com".
7. ↑  Hartmann, 2013, p. 5.
8. ↑  Hartmann, 2013, p. 9.

### Pubblicazioni
- (EN) The Farman F.62, in Flight, Sutton, Surrey - UK, Reed Business Information Ltd., 21 agosto 1924,  p. 523. URL consultato il 4 febbraio 2017.
- (EN) Aero Engines at the Paris Aero Show, in Flight, Sutton, Surrey - UK, Reed Business Information Ltd., 1º gennaio 1925,  p. 5. URL consultato il 4 febbraio 2017.
- (EN) The Four-Engined Farman “Goliath”, in Flight, Sutton, Surrey - UK, Reed Business Information Ltd., 24 dicembre 1925,  p. 841. URL consultato il 4 febbraio 2017.
- (EN) Aero Engines at the Salon - The Farman Engines, in Flight, Sutton, Surrey - UK, Reed Business Information Ltd., 9 dicembre 1926,  pp. 806-7. URL consultato il 4 febbraio 2017.